# Underdog (serie de televisión)
Underdog, conocido también como El Show de Underdog, y Supercan es una serie de televisión animada estadounidense cuyo tema central es la parodia de un superhéroe con identidad secreta. Se transmitió en Estados Unidos en 1964 por la cadena NBC —ocasionalmente por la CBS— y duró hasta 1973. El personaje principal es Underdog, un perro antropomorfo con superpoderes.
A pesar de ser una caricatura de Total Television Productions, la serie se ha vinculado popularmente con The Rocky and Bullwinkle Show de Jay Ward Productions. Esto se debe a que ambas caricaturas fueron las más populares de sus respectivos estudios y sus diseños se asemejan bastante, además de que compartieron la sindicación en televisión.

## Argumento
Shoeshine Boy, alter ego de Underdog, es un humilde y adorable perro limpiabotas. Cuando Sweet Polly Purebred se encuentra en problemas, Shoeshine Boy se introduce en una cabina telefónica donde rápidamente se convierte en el superhéroe Underdog (inexplicablemente la cabina explota en el proceso). Underdog aparece en el firmamento y una multitud de personas mira al cielo. Alguien exclama (al estilo de la serie Superman): 
Look in the sky!" "It's a plane!" "It's a bird!
(Mira en el cielo! ¡Es un pájaro! ¡Es un avión!)
Después un hombre dice: 
It's a frog!
(¡Es un sapo!)
Otra observadora le contradecía: 
A frog?
(¿Un sapo?)
A esto Underdog contesta: 
Not plane, nor bird, nor even frog, it's just little old me...
(Ni un avión, ni un pájaro, ni siquiera un sapo, tan solo soy yo...)
En ese instante, Underdog choca contra algo y, avergonzado, termina la frase:
Underdog.

## Personajes

### Principales
Shoeshine Boy/Underdog: es un perro antropomorfo con superpoderes de 29 años cuya identidad secreta es la de un humilde limpiabotas. Los superpoderes de Underdog son: fuerza sobrehumana, visión de rayos X, superaliento, escucha ultrasónica, invulnerabilidad a casi todo daño físico, capacidad de volar más rápido de la velocidad del sonido, etc. Underdog obtiene sus superpoderes al ingerir una píldora de "Underdog Super Energy Pill" (pastillas de "Superenergía" o "Supervitaminas"). Underdog también toma la píldora para recargar sus superpoderes cuando estos comienzan a disminuir. Las píldoras las guarda en un anillo especial que lleva todo el tiempo. Underdog casi siempre habla en rima:
| Frase en inglés                                                                | Doblaje mexicano                                                                  | Doblaje colombiano                                                            |
| ------------------------------------------------------------------------------ | --------------------------------------------------------------------------------- | ----------------------------------------------------------------------------- |
| When Polly's in trouble, I am not slow, for it's hip! hip! hip! and away I go. | Cuando Polly está en problemas, lento no soy, Así que: ¡Hip, Hip, Hip, y ahí voy! | Con Polly en problemas no puedo ser lento, ¡Hip, Hip, Hip, y estoy en camino! |
| There's no need to fear, Underdog is here                                      | No hay nada que temer, ¡Supercán cumple con su deber!                             | No hay nada que temer, ¡Underdog está aquí!                                   |

Sweet Polly Purebred (la dulce Polly en español): es una versión antropomórfica canina de 25 años con una reportera de noticias (como Lois Lane), que hace las veces de damisela en apuros de la serie. Su cara es similar a la de Underdog, pero su cabello es de color rubio plateado y con un peinado a lo paje. Su traje consiste en falda negra, camisa blanca, suéter rojo y zapatos de tacón alto negros. Cuando es perseguida por un villano, Polly entona la siguiente canción, con la esperanza de que Underdog la rescate:
| Frase en inglés                          | Doblaje mexicano                                           | Doblaje colombiano                           |
| ---------------------------------------- | ---------------------------------------------------------- | -------------------------------------------- |
| Oh where, oh where has my Underdog gone? | ¿Adónde, adónde estará mi héroe adorado, el gran Supercán? | ¿Adónde, adónde habrá ido mi amado Underdog? |

Simon Bar Sinister: es un científico loco de 30 años enemigo de Underdog. Su ambición es gobernar el mundo. Su frase recurrente es Simon says! (¡Simón dice!).
Cad Lackey: es un secuaz de  de 20 años Bar Sinister. Aunque es tonto, en ocasiones es capaz de señalar las fallas de los planes de su jefe. 
Riff Raff: es un lobo gánster antropomorfo de 37 años quien es jefe de una banda de criminales.

### Otros
La serie Underdog incluía también otros cortos animados ya existentes como The Go Go Gophers, The King and Odie, Klondike Cat, Tennessee Tuxedo and His Tales, The Hunter, Tooter Turtle y The World of Commander McBragg.
Tennessee Tuxedo (conocido en español como Tennessee el pingüino): es un pingüino que está acompañado de su amigo la morsa Chumley. Cuando trataban de hacer algo y no lo lograban, acudían a la biblioteca a visitar a Phineas J. Whoopie (en español Señor Gruñón), quien siempre les explicaba el funcionamiento de los objetos. Entonces Tenesse y Chumley lo volvían a intentar usando lo que aprendieron de Phineas J. Whoopie.
Ruffled Feathers and Running Board (conocidos en español como Pluma Caída y Tabla Corriente o Ruff y Run): son dos ardillas terrestres antropomorfas indígenas que logran frustrar los intentos del coronel Kit Coyote, comandante de un fuerte, de erradicarlos de Gopher Gulch. 
The King and Odie (conocido en español como El Rey Leonardo): El rey Leornardo es un león quien es el monarca de Bongo Congo (en español Bongolandia), una nación africana ficticia. Leonardo tiene por asistente a un zorrillo de nombre Odie (el zorrillo Florín u Odie en español). Leonardo evita que el malvado villano Biggie Rat (en español La Rata Malas Pulgas o Biggie) se apodere del reino.
Klondike Cat (en español Klondike el gato): es un gato montés antropomorfo miembro de la Policía Montada del Canadá. Klondike siempre está en persecución de Savoir Faire (en español Ratón Yerbi), un ratón ladrón franco-canadiense que siempre roba comida y cuya frase distintiva es ""Savoir-Faire is everywhere!" (¡Savoir Faire está en todas partes!). Frases célebres de Klondike son "Klondike Kat always gets his mouse." (Klondike el gato siempre atrapa a su ratón) y "I'll make mincemeat out of that mouse!" (¡Haré papilla para gato con ese ratón!).
The Hunter (en español el Cazador): es un perro de San Huberto que es detective privado. Su tarjeta de presentación dice "Nariz a la orden". Siempre hace fracasar los planes del gran ladrón the Fox (en español el Zorro), aunque muchas veces por casualidad. Lo acompaña el policía Flim Flanigan. En todos sus cortos se le escucha sonando una corneta.
Tooter Turtle (en español Saxo o Centellita la tortuga): es una joven tortuga quien sueña con ser lo que no puede. Tooter siempre acude a Mr. Wizard (en español el Hechicero o mago Comodón), un lagarto antropomorfo, para que lo ayude. Mr. Wizard envía a Tooter a otros lugares a través del tiempo. En cada viaje Tooter se mete en problemas, por lo que le pide a Mr. Wizard que lo saque del lugar donde está.

## Historia
En 1960 la empresa de alimentos, General Mills, tenía un acuerdo como ejecutivo de cuenta de la agencia de publicidad Dancer Fitzgerald Sample en Nueva York, dicha agencia tenía entre sus filas a W. Watts Biggers quien hacía equipo con Chet Stover, Tread Covington y el dibujante Joe Harris quienes se encargaban de elaborar cortos animados para promover los cereales que fabricaba la General Mills. Los cortos presentaron a los personajes Underdog, King Leonardo y Tennessee Tuxedo. Biggers contribuyó con los libretos y canciones para las series. Cuando Underdog se convirtió en un éxito, Biggers y sus compañeros abandonarían "Dancer Fitzgerald Sample" para formar su propia compañía, la nombraron "Total Television", la animación corría a cargo de los estudios "Gamma Studios" ubicados en México. Al final de la década, Total Television, cerró cuando General Mills dejó de ser su patrocinador en 1969.

## Doblaje al español
El primer doblaje en español de Underdog se hizo en México, pero esta versión se ha perdido. Rafael del Río hacía la voz de Underdog, mientras que Alberto Gavira tenía a su cargo otros personajes.
Posteriormente, Underdog tuvo un redoblaje en Colombia, el cual es el más difundido en la actualidad.
| Personaje              | Actor de doblaje colombiano |
| ---------------------- | --------------------------- |
| Shoeshine Boy/Underdog | Alexander Páez              |
| Sweet Polly Purebred   | Jackeline Junguito          |
| Simon Bar Sinister     | José Manuel Cantor          |
| Riff Raff              | Alfonso Grau                |
| Klondike Kat           | Alfonso Grau                |
| Stanley Livingston     | José Manuel Cantor          |
| Coronel Kit Coyote     | Alfonso Grau                |
| Running Board          | José Manuel Cantor          |
| Mayor Minor            | Ricardo Saldarriaga         |
| Tennessee Tuxedo       | Alexander Páez              |
| Chumley                | José Manuel Cantor          |
| The Hunter             | Alfonso Grau                |
| Flim Flanigan          | José Manuel Cantor          |
| Odie Cologne           | José Manuel Cantor          |
| Biggie the rat         | Ricardo Saldarriaga         |
| Itchy                  | Alfonso Grau                |
| The Fox                | Ricardo Saldarriaga         |
| McBragg                | Alfonso Grau                |
| Narrador               | Ricardo Saldarriaga         |

### Nombres de los personajes
| Nombre en inglés       | Doblaje mexicano              | Doblaje colombiano      |
| ---------------------- | ----------------------------- | ----------------------- |
| Shoeshine Boy/Underdog | Lustrador de Calzado/Supercán | Lustrabotas/Underdog    |
| Sweet Polly Purebred   | Polly Purasangre              | La dulce Polly Purapaja |
| Simon Bar Sinister     | Simón Bar Siniestro           | Simón Siniestro         |
| Cad Lackey             | n.d.                          | Bribón                  |
| Mooch                  | n.d.                          | Mooch                   |
| Klondike Kat           | n.d.                          | Gato Klondike           |
| King Leonardo          | Rey Leonardo                  | Rey Leonardo            |
| Tennessee Tuxedo       | n.d.                          | Tennessee el pingüino   |
| Savoir-Faire           | n.d.                          | Ratón Yerbi             |
| Hunter                 | Cazador                       | Cazador                 |
| Fox                    | n.d.                          | Zorro                   |
| Phineas J. Whoopie     | n.d.                          | Sr. Gruñón              |
| Ruffled Feathers       | Pluma Caída                   | Ruff                    |
| Running Board          | Tabla Corriente               | Run                     |
| Tooter                 | Centellita                    | Saxo                    |
| Mr. Wizard             | Mago Comodón                  | Sr. Hechicero           |
| Odie Cologne           | Zorrillo Florín               | Odie Cologne            |
| Biggie                 | Malas Pulgas                  | Biggie La Rata          |
| Itchy                  | Sin Seso                      | Hermano Mitchy          |

## Transmisión en Hispanoamérica
En México, Underdog formó parte de las caricaturas difundidas a principios de los años 1970 por el Canal 8. La presentación era efectuada por Jorge Gutiérrez Zamora y se hacía acompañar de un esqueleto con peluca llamado "La Calaca Tilica y Flaca". Cuando el canal 8 se fusionó con el Canal 5 hacia 1972, Jorge Gutiérrez y su personaje "La Calaca Tilica y Flaca" desaparecieron de la programación infantil, así como las series animadas que presentaban.
Desafortunadamente, el doblaje original de Underdog desapareció cuando ocurrió el Terremoto de México de 1985, puesto que los másters que contenían el doblaje mexicano original fueron destruidos en el siniestro (junto con los de la Señorita Cometa), ya que se encontraban precisamente en las instalaciones derrumbadas de Televisa Chapultepec.
La serie fue transmitida en los años 1990 por Fox Kids. Cuando el canal fue comprado por Disney para crear Jetix, la serie pasó a manos de Cartoon Network desde 2002-2003 y luego a su canal hermano Boomerang en 2004, posteriormente fue retransmitido en las madrugada de los sábados en RCTV.
Durante la retransmisión de Underdog por Cartoon Network, este no tuvo doblaje en español por lo que fue transmitido en inglés original, hasta que Comunicaciones Centauro en Colombia, optó por doblar de nuevo la serie al español latino, por lo que en la actualidad la versión con doblaje colombiano es la única conocida que está doblada al español. 
Otros canales de TV que emitieron la serie fueron RTP en Perú (años 1990), Canal 13 (años 1970), Chilevisión (años 1990) y TVN (años 2000) en Chile, Televen en Venezuela (años 1990)

## Otros medios

### Historietas
Charlton Comics produjo un comic book de diez ediciones que salió entre 1970 y 1972. Gold Key Comics produjo otro comic book de 23 ediciones desde 1975 hasta 1979. Spotlight Comics hizo 3 ediciones en 1987 y Harvey Comics solo hizo una en 1993.

### Radio
En 1999, W. Watts Biggers creó un programa de radio de media hora de duración narrado por el reportero de Boston Tom Ellis, y con nueva música compuesta por Biggers. Varias radiodifusoras fueron invitadas por Biggers y su organización "Victoria sobre la Violencia" a transmitir las aventuras en la que Simon Bar Sinister desarrolla un aparato que vuelve a las personas positivas en negativas. El intento de Simon Bar Sinister de ser rey de Boston es obstaculizado por Underdog (interpretado por Biggers) y Sweet Polly Purebred (interpretada por Nancy Purbeck).

### Película
La película fue filmada en Providence (Rhode Island) en marzo de 2006. Underdog se estrenó el 3 de agosto de 2007. Walt Disney Pictures se encargó de su distribución. La historia presenta a un pequeño perro beagle llamado "Shoeshine" quien obtiene sus superpoderes después de un accidente en el laboratorio de Simon Bar Sinister. Cuando Shoeshine es adoptado por un chico de 15 años llamado Jack, ambos desarrollan un vínculo centrado en el conocimiento compartido de que Shoeshine es en realidad Underdog (voz de Jason Lee).